# Puya pitcairnioides
Puya pitcairnioides är en gräsväxtart som beskrevs av Lyman Bradford Smith. Puya pitcairnioides ingår i släktet Puya och familjen Bromeliaceae. Inga underarter finns listade i Catalogue of Life.